# Melodi Grand Prix
A Melodi Grand Prix (rövidítve: MGP vagy Grand Prix, magyarul: Eurovíziós Nagydíj) egy évente megrendezett zenei fesztivál Norvégiában. A verseny szervezője a Norsk rikskringkasting. A Melodi Grand Prix győztese képviselheti Norvégiát az Eurovíziós Dalfesztiválon.
Norvégia három alkalommal nyert az Eurovíziós Dalfesztiválon, 1985-ben, 1995-ben és 2009-ben. Náluk Írország, Svédország, az Egyesült Királyság, Franciaország, Hollandia, Luxemburg, és Izrael rendelkezik több győzelemmel, valamint Dániával ugyanannyi alkalommal sikerült nyerni a dalfesztiválon.

## Története

### 1960-as debütálás
Norvégia 1960-ban vett részt először az Eurovíziós Dalfesztiválon, és az első Melodi Grand Prix ugyanabban az évben került megrendezésre. Azóta az MGP minden évben megrendezésre került, kivéve 1970-ben, amikor bojkottálták a versenyt közösen az addigi skandináv résztvevőkkel, mivel elégedetlenek voltak az 1969-es verseny eredményével, és a szavazási rendszerrel, 1991-ben, amikor a norvég televízió belső kiválasztás mellett döntött, valamint 2002-ben, amikor nem vettek részt, hiszen az ezt megelőző évben az ország rossz eredményt ért el.
Norvégia első eurovíziós részvétele 1960-ban volt, Londonban Nora Brockstedttel, aki Voi Voi című dalával negyedik helyen végzett.
A norvég kultúrminiszterelnöke, a Munkáspárt tagjaként 1990 és 1996 között, Åse Kleveland képviselte hazáját a 60-as években Intet er nytt under solen című dalával, amellyel harmadik helyezett lett. 1986-ban ő volt az akkori Eurovíziós Dalfesztivál műsorvezetője az ország második legnagyobb városában, Bergenben

### Két győzelem
Norvégia eddig háromszor nyert az Eurovíziós Dalfesztiválon. Először az 1985-ös göteborgi versenyen, ahol egy hölgyduó, a Bobbysocks nyerte el a trófeát, összesen 123 ponttal és La det swinge című dalukkal. A duó Hanne Kroghból és Elisabeth Andreassenből állt, akik már tapasztaltak voltak az előző évi dalfesztiválok által. Hanne 1971-ben Lykken er című dalával képviselte hazáját, míg Bettan a Chips duó tagjaként Svédország színeiben versenyzett 1982-ben, majd Norvégiát 1994-ben és 1996-ban.
A második győzelmet a Secret Garden szerezte az országnak Nocturne című szerzeményükkel, amely 148 pontot ért el 1995-ben. A duó tagjai az ír hegedűs Fionnuala Sherry és a norvég zeneszerző Rolf Løvland. Ez volt az első alkalom, hogy egy etikus dal nyerte meg a dalfesztivált, majd elindított egy hullámot az ezt követő években, hiszen a nyereséget követően több versenydal született ebben a stílusban. A dal nagy vitát váltott ki a szomszédos Svédországban, akiknek a zsűrie elhatározta, hogy úgy bojkottálja a dalt, hiszen az ő szemszögükben egy nem megfelelő versenydal a "schlager" néven említett dalfesztiválra, hogy nem ad neki egy pontot se. Svédország mellé Ausztria és Horvátország is csatlakozott, míg a többi hat zsűri a maximális 12 pontot adott a dalnak.

### Bővítések és siker
A 90-es évektől kezdve a válogatóműsor változásokon ment át. A műsorsugárzó úgy döntött, hogy itt lenne az ideje a modern popzenét egy magasabb szintre emelni. A nemzeti zeneipart intenzívebben kezelték, hogy bevonzzák a fiatalabb és tehetségesebb tehetségeket. Minden kétségtől eltekintve, az angol nyelvű éneklés volt hátrány, ez is utalt arra, hogy a hivatásos norvég előadók jelentős része manapság angolul énekel. A másik nagy lépés az volt, hogy a versenynek nagyobb kapacitású helyszínt találjanak, amelynek az ország elsőszámú arénájába, az Oslo Spektrum felelt meg. Az aréna 9700 fő befogadására alkalmas és kényelmesebb, mint egy TV stúdió, amit a megelőző években használtak.
A fokozott erőfeszítések hamarosan sikerekhez vezettek 1998 és 2000 között. Ezután Norvégia megtapasztalta a kudarcot. 2001-ben képviselőjük, Haldor Lægreid holtversenyben utolsó helyen végzett Izlanddal, így a rossz eredmény miatt az ország nem indított versenyzőt a következő évben. A 2003-as siker után, mikor Jostein Hasselgård negyedik helyen végzett I'm Not Afraid To Move On című dalával, a következő évben Knut Anders Sørum és a High is utolsó helyen végzett összesen 3 ponttal, amelyet a szomszédos Svédország adott nekik.
2005 ismét sikert hozott Norvégiának. A norvég döntőt követően, a nyertes Wig Wam rockbanda dala, az In My Dreams, óriási kereskedelmi sikert élvezett és a nemzetközi toplistát összesen 3 héten keresztül vezette, ezután még 19 héten át a lista élén maradt.

## Új formátum és kritikák
A műsorsugárzó a 2006-os MGP-re elhatározta, hogy megváltoztatja a válogatóverseny formátumát. Miután a svéd Melodifestivalen sikereket ért el, az NRK úgy döntött pár szempontot átvesz tőlük. Bevezettek három elődöntőt, egy második esély fordulót, amelyeket különböző norvég városokban tartottak, majd ezután rendezték a döntőt Oslóban. Az elődöntőkben hatan vettek részt, közülük az első két helyen végzett előadó egyenesen a döntőbe kvalifikálta magát, míg a harmadik és a negyedik helyezett a döntő előtti második esély fordulóba került.
Az új formátum első nyertese Christine Guldbrandsen volt az Alvedansennel, amelyet norvégul adott elő. Az NRK ezután sok kritikával nézett szembe, hogy a 18 résztvevő közül 12-t svéd dalszerző írt. Az Eurovíziós Dalfesztiválon végül 14. helyen végeztek a döntőben, így a következő év döntőjébe nem kvalifikálták automatikusan magukat.
A kritikák ellenére a NRK határozottan megengedte, hogy bárki jelentkezhessen a következő évi MGP-be. Végül 464 dalt küldtek be, amelynek több, mint fele Svédországból érkezett. A nemzeti döntő nyertese Guri Schanke és a Ven a bailar conmigo lett, melyet a svéd Thomas G:son szerzett. A dal nem jutott tovább a dalfesztivál döntőjébe, az elődöntőben a 18. helyen zárt.

### Csak norvégok és a harmadik győzelem

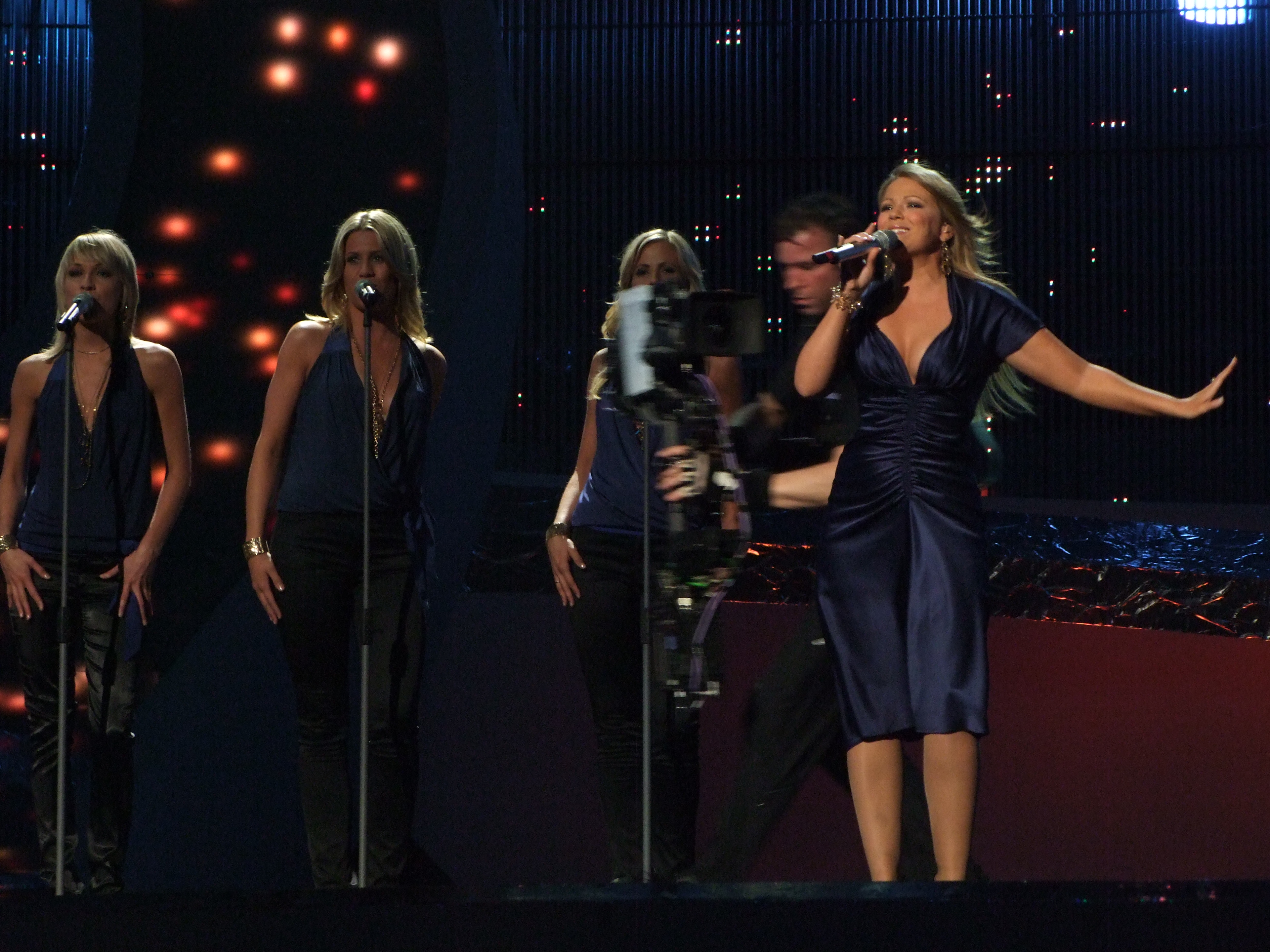
Maria Haukaas Storeng Belgrádban (2008)

Miután megerősítették, hogy a Melodi Grand Prix ezután is nyitott lesz mindenki számára, 600 pályamű érkezett, de ezeknek csak 34%-a volt csak norvég. Annak ellenére, hogy alacsony számban érkeztek norvég szerzők által írt dalok, a 2008-as MGP-re már csak norvég eseménnyé vált. A válogatóval kapcsolatban ismét felmerült a gyanú, hogy az eljárás politikai szempontból lett meghozva az NRK által, ámbár a műsorsugárzó ezt tagadta.
A 2008-as győztes, Maria Haukaas Storeng és Hold On Be Strong című versenydala bejutott a dalfesztivál döntőjébe, ahol 182 pontot gyűjtve az 5. helyig jutott. Ez volt Norvégia számára az első olyan alkalom 2003 óta, hogy a legjobb öt között végeztek. Ebből kifolyólag az NRK úgy döntött meghagyja a dalválasztót csak norvég szerzőknek.

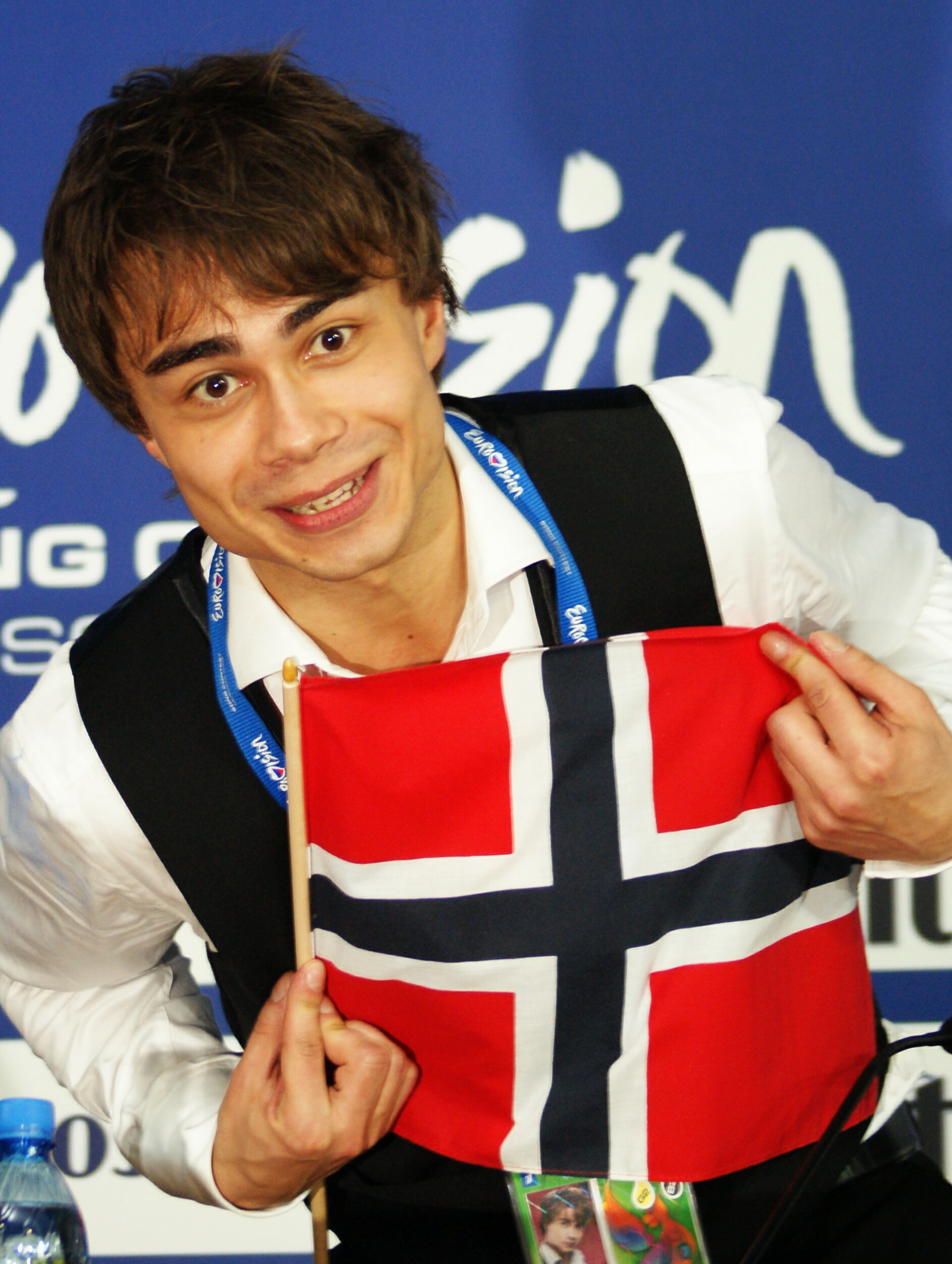
Alexander Rybak Moszkvában (2009)

A 2009-es kiadás volt az első olyan év, ahol végrehajtották az intézkedéseket. Ezúttal 350 mű érkezett be, amely az új nemzeti szabályoknak volt köszönhető. Habár ezúttal is csak 18 résztvevő volt tervezve a versenyre, a műsorsugárzó végül felemelte 21-re ezt a számot, a beérkező versenydalok minősége miatt.
A dalválogató nyertese Alexander Rybak és a Fairytale lett. A dal az ország eddigi legtöbb pontjával nyerte meg az MGP-t és ő volt az első olyan előadó, aki norvég toplistavezető lett azelőtt, mielőtt nyert volna. A dal egyből az Eurovíziós Dalfesztivál elsőszámú esélyese lett e győzelemre, emellett a fogadóirodák kedvence is.
A Fairytale végül megnyerte az Eurovíziós Dalfesztivál 387 ponttal. A versenydal mind a 41 résztvevő országtól kapott legalább egy pontot. A legkevesebb pontot Bulgária adta, amely 2 pont volt és összesen 16 országtól kapott maximális pontot. A dal a legtöbb pontot összegyűjtött dala lett a dalfesztiválnak egészen 2016-ig, amikor megváltoztatták a szavazási rendszert, így az országoknak nagyobb esélye van azóta több pontot szerezni. A dal győzelme után Európa-szerte megjelent a toplistákon. 13 országban az első tízben, míg 4 országban az első helyen végzett.

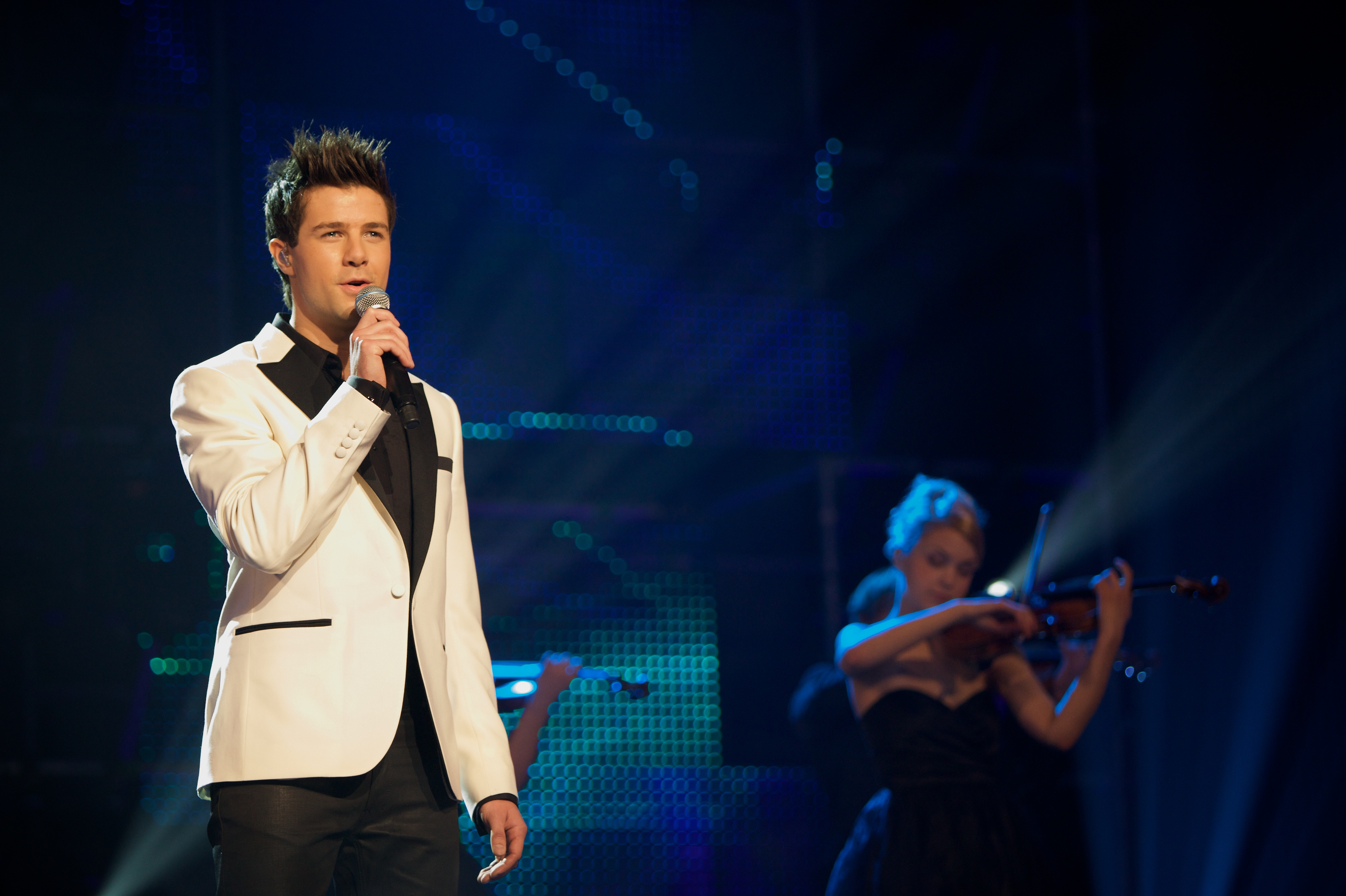
Didrik Solli-Tangen, a 2010-es verseny győztese

Az ország győzelme után 2010-ben Norvégia rendezte a dalversenyt. 2009. július 3-án született döntés arról, hogy az újonnan épült Telenor Aréna fog otthont adni a versenynek, az 1996-os Eurovíziós Dalfesztivál helyszínéül szolgáló Oslo Spektrum helyett. A verseny témáját, logóját az NRK 2009. december 4-én hozta nyilvánosságra, amikor Moszkva polgármestere ünnepélyesen átadta a vendéglátó szerepét Oslo és Bærum polgármesterének. A logó több, különböző méretű (szürke, rózsaszín és arany) buborékból állt, amiben fellelhető a 2004 óta használatos "szívecskés" logó, illetve az EBU és az NRK logója. A műsor szlogenje: "Share The Moment", vagyis Oszd meg a pillanatot. A műsor házigazdái Erik Solbakken, 
Haddy N'jie és Nadia Hasnaoui voltak.
Hazai pályán Didrik Solli-Tangen képviselte Norvégiát, aki My Heart Is Yours című dalával harmadikként lépett fel. A huszonöt fős döntőben a 20. helyen végzett.
Norvégia debütálása óta 1973-ig csak norvég nyelvű dalokat adhatott elő. Ezt a szabályt 1973 és 1976 között rövid időre eltörölték. Ők ezalatt minden alkalommal egy angol nyelvű dallal neveztek. Röviddel azután, hogy megszűnt a nyelvhasználati szabályzat, Norvégia 2006 kivételével angol nyelven indított versenyzőt a következő Eurovíziós Dalfesztiválra. Emellett 2011-ben szuahéli nyelvű szöveget is tartalmazott az angol nyelvű dal, majd 2019-ben a dalverseny története során először északi számi nyelven is megszólalt az akkori norvég dal, a Spirit in the Sky. Az angol és az északi számi nyelv mellett egy speciális éneklési technikát is tartalmazott, mégpedig a joikát.

## Győztesek
| Év   | Előadó                                       | Dal                              | Szerző(k) | Helyezés az Eurovíziós Dalfesztiválon |
| ---- | -------------------------------------------- | -------------------------------- | --- | ------------------------------------- |
| 1960 | Nora Brockstedt                              | Voi-Voi                          | Georg Elgaaen | 4.                                    |
| 1961 | Nora Brockstedt                              | Sommer i Palma                   | Egil Hansen, Jan Wølner                                                                                               | 7.                                    |
| 1962 | Inger Jacobsen                               | Kom sol, kom regn                | Ivar Jacobsen, Kjell Karlsen                                                                                          | 10.                                   |
| 1963 | Anita Thallaug                               | Solhverv                         | Dag Kristoffersen | 13.                                   |
| 1964 | Arne Bendiksen                               | Spiral                           | Egil Hansen, Sigurd Jansen                                                                                            | 8.                                    |
| 1965 | Kirsti Sparboe                               | Karusell                         | Jolly Kramer-Johansen                                                                                                 | 13.                                   |
| 1966 | Åse Kleveland                                | Intet er nytt under solen        | Arne Bendiksen | 3.                                    |
| 1967 | Kirsti Sparboe                               | Dukkemann                        | Ola B. Johannessen, Tor Hultin                                                                                        | 14.                                   |
| 1968 | Odd Børre                                    | Stress                           | Ola B. Johannessen, Tor Hultin                                                                                        | 13.                                   |
| 1969 | Kirsti Sparboe                               | Oj, oj, oj, så glad jeg skal bli | Arne Bendiksen | 16.                                   |
| 1971 | Hanne Krogh                                  | Lykken er                        | Arne Bendiksen | 17.                                   |
| 1972 | Grethe Kausland és Benny Borg                | Småting                          | Kåre Grøttum, Ivar Børsum                                                                                             | 14.                                   |
| 1973 | Bendik Singers                               | Å, for et spill                  | Arne Bendiksen | 7.                                    |
| 1974 | Anne-Karine Strøm                            | Hvor er du?                      | Philip Kruse, Frode Thingnæs                                                                                          | 14.                                   |
| 1975 | Ellen Nikolaysen                             | Det skulle ha vært sommer nå     | Svein Hundsnes | 18.                                   |
| 1976 | Anne-Karine Strøm                            | Mata Hari                        | Philip Kruse, Frode Thingnæs                                                                                          | 18.                                   |
| 1977 | Anita Skorgan                                | Casanova                         | Dag Nordtømme, Svein Strugstad                                                                                        | 14.                                   |
| 1978 | Jahn Teigen                                  | Mil etter mil                    | Kai Eide | 20.                                   |
| 1979 | Anita Skorgan                                | Oliver                           | Anita Skorgan, Phillip Kruse                                                                                          | 11.                                   |
| 1980 | Sverre Kjelsberg és Mattis Hætta             | Sámiid Ædnan                     | Ragnar Olsen, Sverre Kjelsberg                                                                                        | 16.                                   |
| 1981 | Finn Kalvik                                  | Aldri i livet                    | Finn Kalvik | 20.                                   |
| 1982 | Jahn Teigen és Anita Skorgan                 | Adieu                            | Jahn Teigen, Herodes Falsk                                                                                            | 12.                                   |
| 1983 | Jahn Teigen                                  | Do Re Mi                         | Jahn Teigen, Herodes Falsk, Anita Skorgan                                                                             | 9.                                    |
| 1984 | Dollie de Luxe                               | Lenge leve livet                 | Benedicte Adrian, Ingrid Bjørnov                                                                                      | 17.                                   |
| 1985 | Bobbysocks                                   | La det swinge                    | Rolf Løvland | 1.                                    |
| 1986 | Ketil Stokkan                                | Romeo                            | Ketil Stokkan | 12.                                   |
| 1987 | Kate Gulbrandsen                             | Mitt liv                         | Rolf Løvland, Hanne Krogh                                                                                             | 9.                                    |
| 1988 | Karoline Krüger                              | For vår jord                     | Erik Hillestad, Anita Skorgan                                                                                         | 5.                                    |
| 1989 | Britt Synnøve Johansen                       | Venners nærhet                   | Leiv Grøtte, Inge Enoksen                                                                                             | 17.                                   |
| 1990 | Ketil Stokkan                                | Brandenburger Tor                | Ketil Stokkan | 21.                                   |
| 1992 | Merethe Trøan                                | Visjoner                         | Eva Jansen, Robert Morley                                                                                             | 18.                                   |
| 1993 | Silje Vige                                   | Alle mine tankar                 | Bjørn Erik Vige | 5.                                    |
| 1994 | Elisabeth Andreassen és Jan Werner Danielsen | Duett                            | Hans Olav Mørk, Rolf Løvland                                                                                          | 6.                                    |
| 1995 | Secret Garden                                | Nocturne                         | Rolf Løvland, Petter Skavlan                                                                                          | 1.                                    |
| 1996 | Elisabeth Andreassen                         | I evighet                        | Torhild Nigar | 2.                                    |
| 1997 | Tor Endresen                                 | San Francisco                    | Tor Endresen, Arne Myksvol                                                                                            | 24.                                   |
| 1998 | Lars A. Fredriksen                           | All I Ever Wanted Was You        | Linda Andernach Johannesen, David Eriksen                                                                             | 8.                                    |
| 1999 | Stig Van Eijk                                | Living My Life Without You       | Stig Van Eijk | 14.                                   |
| 2000 | Charmed                                      | My Heart Goes Boom               | Tore Madsen, Morten Henriksen                                                                                         | 11.                                   |
| 2001 | Haldor                                       | On My Own                        | Tom-Steinar Hanssen, Ole Henrik Antonsen, Ole Jørgen Olsen                                                            | 22.                                   |
| 2003 | Jostein Hasselgård                           | I'm Not Afraid To Move On        | Arve Furset | 4.                                    |
| 2004 | Knut Anders Sørum                            | High                             | Dan Attlerud, Thomas Thörnholm, Lars Andersson                                                                        | 24.                                   |
| 2005 | Wig Wam                                      | In My Dreams                     | Trond Holter | 9.                                    |
| 2006 | Christine Guldbrandsen                       | Alvedansen                       | Kjetil Fluge, Atle Halstensen, Christine Guldbrandsen                                                                 | 14.                                   |
| 2007 | Guri Schanke                                 | Ven a bailar conmigo             | Thomas G:son | 18. (elődöntő)                        |
| 2008 | Maria Haukaas Storeng                        | Hold On Be Strong                | Mira Craig | 5.                                    |
| 2009 | Alexander Rybak                              | Fairytale                        | Alexander Rybak | 1.                                    |
| 2010 | Didrik Solli-Tangen                          | My Heart Is Yours                | Hanne Sørvaag, Fredrik Kempe                                                                                          | 20.                                   |
| 2011 | Stella Mwangi                                | Haba haba                        | Beyond51, Big City, Stella Mwangi                                                                                     | 17. (elődöntő)                        |
| 2012 | Tooji                                        | Stay                             | Tooji Keshtkar, Peter Boström, Figge Boström                                                                          | 26.                                   |
| 2013 | Margaret Berger                              | I Feed You My Love               | Karin Park, MachoPsycho                                                                                               | 4.                                    |
| 2014 | Carl Espen                                   | Silent Storm                     | Josefin Winther | 8.                                    |
| 2015 | Mørland & Debrah Scarlett                    | A Monster Like Me                | Kjetil Mørland | 8.                                    |
| 2016 | Agnete                                       | Icebreaker                       | Agnete Johnsen, Gabriel Alares, Ian Curnow                                                                            | 13. (elődöntő)                        |
| 2017 | Jowst feat. Aleksander Walmann               | Grab the Moment                  | Joakim With Steens, Jonas McDonnell                                                                                   | 10.                                   |
| 2018 | Alexander Rybak                              | That’s How You Write a Song      | Alexander Rybak | 15.                                   |
| 2019 | KEiiNO                                       | Spirit in the Sky                | Tom Hugo, Fred Buljo, Alexandra Rotan, Henrik Tala, Alex Olsson, Rûdiger Schramm                                      | 6.                                    |
| 2020 | Ulrikke Brandstorp                           | Attention                        | Christian Ingebrigtsen, Kjetil Mørland, Ulrikke Brandstorp                                                            | –                                     |
| 2021 | TIX                                          | Fallen Angel                     | Andreas Haukeland | 18.                                   |
| 2022 | Subwoolfer                                   | Give That Wolf a Banana          | DJ Astronaut, Jim, Keith                                                                                              | 10.                                   |
| 2023 | Alessandra                                   | Queen of Kings                   | Alessandra Mele, Henning Olerud, Linda Dale, Stanley Ferdinandez                                                      | 5.                                    |
| 2024 | Gåte                                         | Ulveham                          | Gunnhild Sundli, Jon Even Schärer, Marit Jensen Lillebuen, Magnus Børmark, Ronny Graff Janssen, Sveinung Ekloo Sundli | 25.                                   |
| 2025 | Kyle Alessandro                              | Lighter                          | Adam Woods, Kyle Alessandro                                                                                           | 18.                                   |

## Lásd még
- Eurovíziós Dalfesztivál
- Norvégia az Eurovíziós Dalfesztiválokon